# لوسيوس د. كلاي
لوسيوس د. كلاي (بالإنجليزية: Lucius D. Clay)‏ هو عسكري وسياسي أمريكي، ولد في 23 أبريل 1897 في ماريتا في الولايات المتحدة، وتوفي في 16 أبريل 1978 في تشاتهام في الولايات المتحدة.

## وصلات خارجية
- لوسيوس د. كلاي على موقع IMDb (الإنجليزية)
- لوسيوس د. كلاي على موقع الموسوعة البريطانية (الإنجليزية)
- لوسيوس د. كلاي على موقع مونزينجر (الألمانية)
- لوسيوس د. كلاي على موقع ديسكوغز (الإنجليزية)
- لوسيوس د. كلاي على موقع كينوبويسك (الروسية)